# Penitas
Penitas – miasto w Stanach Zjednoczonych, w stanie Teksas, w hrabstwie Hidalgo.